# Глория (картина Тициана)
Глория (итал. La Gloria) — картина Тициана, созданная в 1551—1554 годах для императора Карла V. Картина хранится в музее Прадо, Мадрид. Другие названия: «Слава», «Святая Троица», «Поклонение Святой Троице».

## История
Карл V и его наследник Филипп пригласили Тициана в Аугсбург в 1550 году и заказали ему несколько картин, в частности и «Глорию». Картина была закончена и отправлена заказчикам в октябре 1554 года. Карл после отречения от престола взял картину с собой в монастырь Юсте в Эстремадуре, где провел остаток жизни. После его смерти полотно вместе с его останками было перенесено в Эскориал, а с 1837 года картина хранится в Прадо.
Есть некоторая неясность в отношении того, как самом деле называется картина: Тициан назвал ее «Троица», в приложении к завещанию Карла она числится как «Страшный суд», а с начала семнадцатого века её часто называли «Глория».

## Сюжет и художественные особенности картины
Сюжет произведения связывают с отрывком из книги «О граде Божьем» святого Августина, который повествует о небесном видении блаженных.
Замысел и композиция картины обсуждались в Аугсбурге с императором. Вероятно, Карл высказывал свои пожелания художнику даже более настойчиво и конкретно, чем обычно.
Композиционный центр полотна смещён наверх, где изображена Святая Троица, окружённая бесчисленным сонмом ангелов. Ниже — множество фигур, обращенных к Троице взглядами и жестами. Зритель как бы находится на небесах вместе с персонажами картины и видит землю с высоты птичьего полёта, где в миниатюре изображена гибель великого борца с ересями Петра Мученика.
В левой части картины рядом с Христом изображена Дева Мария в синем одеянии, подле неё — Иоанн Креститель, ниже — ветхозаветные патриархи и пророки: Адам и Ева, Ной, Моисей, Давид , Иезекииль. Что касается женской фигуры в зеленом на переднем плане, некоторые специалисты связывают её с Эритрейской сивиллой, другие — с Марией Магдалиной или считают аллегорией католической церкви.
Справа от зрителя — облачённые в саваны члены императорской семьи в окружении ангелов: сам Карл снял корону и поставил рядом на облако, рядом с ним его покойная жена Изабелла, чуть ниже — его дети: Филипп и Хуана и его сестры Элеонора и Мария. Ещё ниже, у правого картины художник изобразил самого себя. Что касается, других фигур, то по поводу их идентификации остаются разногласия. Возможно, среди них можно найти портреты Пьетро Аретино или посла Испании в Венеции Франсиско де Варгаса. Важно заметить, что на полотне отсутствуют фигуры других членов императорской семьи — брата Фердинанда и племянника Максимилиана, отношения с которыми у Карла осложнились из-за вопроса о престолонаследии.
Монументальные фигуры на переднем плане достигают почти натуральной величины, они плотно скомпонованы в сложных позах и ракурсах, что заставляет говорить о влиянии Микеланджело, особенно «Страшного суда» и росписей сводов Сикстинской капеллы, поразивших Тициана во время визита в Рим в 1545—1546 годах, а также «Битвы при Кашине» с картонами которой художник познакомился ранее по копиям и гравюрам.